# Toni Doblas
Antonio Doblas Santana, conhecido como  Toni D. ou Toni Doblas, (nascido em Dos Hermanas, Sevilla, em 5 de Agosto de 1980) é um jogador de futebol espanhol. É conhecido pelos torcedores por ter bons reflexos e por ser bom em situações "homem-a-homem". Antes de se tornar jogador profissional, Doblas quis ser jornalista. Atualmente joga no Delhi Dynamos

## Carreira

### Real Betis
Doblas passou quatro temporadas no Real Betis B, antes de ir para o Xerez CD, em 2003. Chegou a fazer apenas quatro partidas e retornou ao Bétis um ano depois.
Doblas estreou contra a equipe do Getafe em 24 de Outubro de 2004, quando o Betis venceu por dois a zero.
Foi também um elemento chave na classificação do Betis para a Liga dos Campeões da UEFA e defendeu um pênalti contra o Monaco na terceira fase da competição, em que o Betis venceu por 3 a 2. Durante a temporada de 2005/2006 da Liga Espanhola, por conta de erros graves e da campanha fraca do Betis, Pedro Contreras tornou-se o goleiro titular.